# Аришиани
Аришиани (груз. არიშიანი) — крупный грузинский феодал (дидебули) из Эрети XII века.

## Биография
Дидебули Аришиани, вместе с другими дворянами, такими как Барам и Кавтар, захватили царя Кахетии, Агсартана II Багратуни, и доставили его царю Грузии Давиду IV Багратиони, после чего последний вновь включил царство Кахети-Эрети в границы грузинского царства.

За это Аришиани грузинским царем было даровано княжество Эрети.
«Житие царя царей Давида» XII век: Ибо этого Агсартана, царём кахов помянутого, захватили знатные эры Аришиани и Барам и брат матери их Кавтар, сын Барама, и отдали царю. И забрал царь Эрети и Кахети. И при Эрцухи устроил ополчения великие и прогремевшее то великое одоление, когда с малым полком и обречённым народом побил султана бесчисленные те войска, атабага Гянджинского и множество кахов и народа страны, с врагами же обступивших нас.